# Lijst van voetbalinterlands Burkina Faso - Tunesië (vrouwen)
Deze lijst van voetbalinterlands is een overzicht van alle officiële voetbalinterlands tussen de nationale vrouwenteams van Burkina Faso en Tunesië. De landen hebben tot nu toe twee keer tegen elkaar gespeeld.

## Wedstrijden
| № | Plaats      | Datum         | Competitie                                | Wedstrijd              | Uitslag |
| - | ----------- | ------------- | ----------------------------------------- | ---------------------- | ------- |
| 1 | Ouagadougou | 5 maart 2016  | Afrikaans kampioenschap 2016 kwalificatie | Burkina Faso − Tunesië | 0 − 0   |
| 2 | Oued Ellil  | 19 maart 2016 | Afrikaans kampioenschap 2016 kwalificatie | Tunesië − Burkina Faso | 2 − 0   |

## Samenvatting
| Competitie                           | Totaal gespeeld | Winst Burkina Faso | Gelijk | Winst Tunesië | Doelsaldo Burkina Faso – Tunesië |
| ------------------------------------ | --------------- | ------------------ | ------ | ------------- | -------------------------------- |
| Afrikaans kampioenschap kwalificatie | 2               | 0                  | 1      | 1             | 0 − 2                            |
| Totaal                               | 2               | 0                  | 1      | 1             | 0 − 2                            |